# Zahnašovice

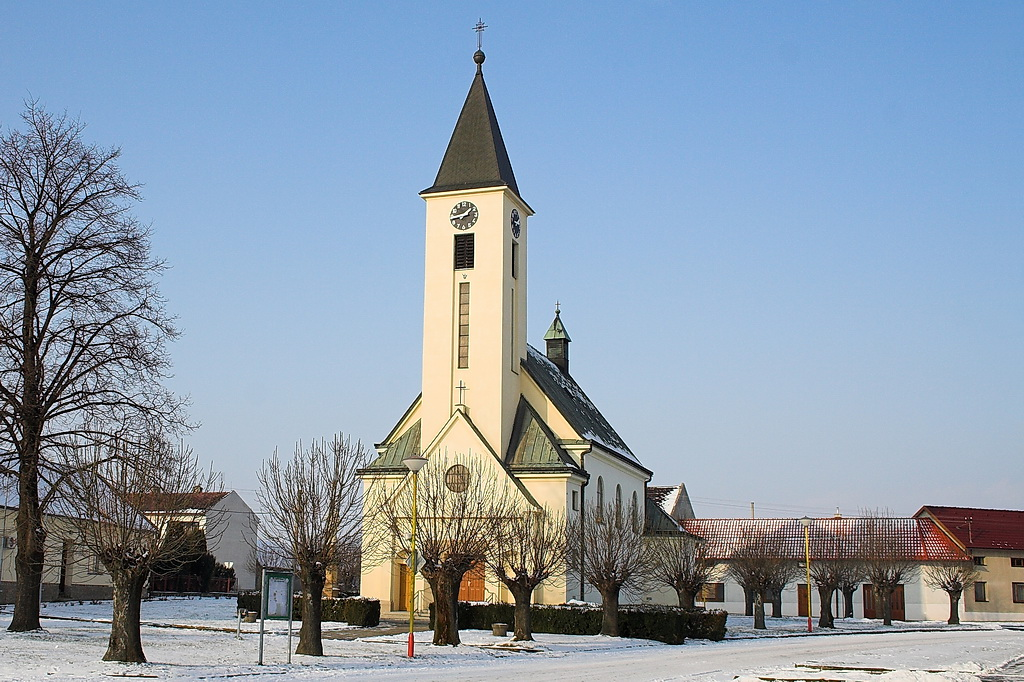
Kirche Mariä Heimsuchung

Zahnašovice (deutsch Zahnaschowitz, 1939–1945 Sachnaschowitz) ist eine Gemeinde in Tschechien. Sie liegt drei Kilometer südlich von Holešov und gehört zum Okres Kroměříž.

## Geographie
Zahnašovice befindet sich am Übergang der Obermährischen Senke (Hornomoravský úval) zur Fryštácká brázda (Freistadtler Senke). Das Dorf erstreckt sich zwischen den Bächen Mojena und Ludslávka auf einer leichten Anhöhe. Nördlich des Ortes entsteht die Schnellstraße R 49; dahinter liegt das Gelände des ehemaligen Flugplatzes Holešov, auf dem ein Industriegebiet entstehen soll. Im Süden erhebt sich der Na Skále (284 m).
Nachbarorte sind Všetuly und Holešov im Norden, Plačkov, Na Větráku und Přílepy im Nordosten, Martinice und Horní Lapač im Osten, Bednárňa, Větrák, Žeranovice und Lechotice im Südosten, Na Kopci und Míškovice im Süden, Ludslavice und Kurovice im Südwesten, Hulín im Westen sowie Třebětice und Alexovice im Nordwesten.

## Geschichte
Die erste schriftliche Erwähnung von Zagnosouih erfolgte 1131 in einem Verzeichnis des Olmützer Bischofs Heinrich Zdik über sämtliche Güter des Bistums, in dem eine Hube Land als Besitz des Archidiakonates Přerov aufgeführt ist. Im Jahre 1382 besaß die St.-Mauritius-Kirche Pfründen in Zahnašovice, von denen eine jährliche Abgabe an die Olmützer Kanoniker zu leisten war. 1391 exkommunizierte der Kanoniker Jaroslav alle Beteiligten an der Misshandlung des Ortsrichters Štěpán, in diesem Zusammenhang ist ersichtlich, dass zu dieser Zeit das gesamte Dorf der Kirche gehörte. Im Jahre 1470 belehnte König Georg von Podiebrad Albrecht Kostka von Postupitz mit den Gütern Zahnašovice und Míškovice, dieser reichte sie 1472 an seinen Schwager Ctibor von Ledská weiter, der sie 1475 an Wilhelm II. von Pernstein überließ. Im Jahre 1604 erwarb Ladislav Popel von Lobkowicz das aus 26 Wirtschaften bestehende Dorf und schloss es an seine Herrschaft Holešov an. Ab 1650 gehörte die Herrschaft Johann von Rottal. Im Jahre 1673 lagen zwei der 26 Anwesen wüst. 1672 wurde der Ort Zahnassowicze genannt, weitere Namensformen waren Zahnaschowitz (1675), Zahnassowitz (1718), Zahnschowitz (1720) und Zanaschowitz (1751). 1749 bestand das Dorf aus 31 Häusern. Nach dem Erlöschen des Geschlechts von Rottal fiel das Erbe 1762 Franz Anton von Rottals Schwiegersohn Franz Maximilian Nádasdy zu, der die Herrschaft an die Grafen Erdődy veräußerte. 1789 wurde eine Dorfschule eingerichtet, zuvor fand der Unterricht in Ludslavice statt. Im Jahre 1834 bestand Zanaschowitz aus 52 Häusern und hatte 339 Einwohner. Bis zur Mitte des 19. Jahrhunderts blieb der Ort immer nach Holešov untertänig und war Sitz eines Vogtes. Dieses Amt war an den Besitz der Vogtei gekoppelt und nicht erblich.
Nach der Aufhebung der Patrimonialherrschaften bildete Zanašovice / Zahnaschowitz ab 1850 eine Gemeinde in der Bezirkshauptmannschaft Holešov. 1858 verkauften die Grafen Erdődy ihre Güter in Holešov mit allem Zubehör an die Grafen von Würben. Die Dorfschule wurde 1871 umgebaut. Ab 1872 trug die Gemeinde die Namen Zahnačovice bzw. Zahnaschowitz. Die heutige Namensform Zahnašovice wird seit 1881 verwendet. Im Jahre 1900 bestand Zahnašovice aus 63 Häusern und hatte 500 Einwohner, die sämtlich der tschechischen Volksgruppe angehörten und Katholiken waren. Die Schule wurde 1914 um einen Anbau erweitert. 1921 lebten in den 78 Häusern des Dorfes 486 Tschechen. Religiös bestand die Einwohnerschaft mit Ausnahme von fünf Böhmischen Brüdern und eines Neuhussien aus Katholiken. Im Ort bestanden zwei Teiche, ein Steinbruch und eine Lehmgrube. 1944 entstand nördlich des Dorfes ein Feldflugplatz der Schutzpolizei. Im Jahre 1953 wurde Zahnašovice nach Holešov eingemeindet. Im Zuge des Ausbaus des Militärflugplatzes Holešov wurde die Staatsstraße II/438 zwischen Otrokovice und Holešov ab Zahnašovice über Všetuly verlegt. Dadurch verlor der Ort seine direkte Straßenanbindung nach Holešov. Aus diesem Grunde wurde 1955 in Zahnašovice ein eigener Friedhof angelegt. Im Jahre 1960 wurde die Gemeinde dem Okres Kroměříž zugeordnet. Seit 1990 ist Zahnašovice wieder eigenständig. Nach dem 2004 gefassten Beschluss zur Schließung des Flugplatzes Holešov und Errichtung eines 360 ha großen Industriegebietes wurde das Projekt im Jahr darauf durch die Regierung in die Liste nationaler Strategieprojekte aufgenommen. Im März 2009 stellte der Flugplatz den Betrieb ein und nach Fertigstellung der Infrastruktur wurde 2010 der erste Investor bekanntgeben. Ebenfalls im Bau befindet sich die zwischen dem Dorf und dem künftigen Industriegebiet hindurchführende Schnellstraße R 49.

## Ortsgliederung
Für die Gemeinde Zahnašovice sind keine Ortsteile ausgewiesen. Zu Zahnašovice gehört die Ansiedlung Na Kopci.

## Sehenswürdigkeiten
- Filialkirche Mariä Heimsuchung, erbaut 1937/38 anstelle einer Kapelle
- Kreuz
- Statue des hl. Antonius